# Saltasaurus
Saltasaurus (saltaödla) var en växtätande dinosaurie i underordningen sauropoder. Den levde i Argentina under slutet av krita. Den har fått namn efter platsen där den hittades. 

## Beskrivning
Saltasaurus var en typisk sauropod. Den var fyrbent med tung kropp och hade relativt lång hals och svans (Halsen var dock ganska kort jämfört med andra sauropoder, såsom diplodociderna). Huvudet var förmodligen litet i proportion till kroppen.  hela djurets längd uppgick till  10 - 12 meter. Saltasaurus rygg var något bepansrad som skydd mot predatorer. Svansen var betydlig längre än halsen, och kan ha gett stöd när Saltasaurus ställde sig på bakbenen för att beta i träd, något som forskare tror att detta djur kunde göra. Svansen kan också ha använts som vapen mot fiender.

## Fortplantningsbeteende
Saltasaurus är kanske mest känd för sitt äggläggningsbeteende. Forskare i Patagonien hittade 1997 ett större område med många bon med ägg efter Saltasaurus, upp till 40 stycken ägg i varje bo. Platsen kallas "Auca Mahuevo", vilket betyder "Flera ägg". Denna plats tyder på att Saltasaurier samlades där för att lägga sina ägg. Detta beteende är mycket olikt det som verkar ha förekommit hos vissa andra sauropoder, såsom Apatosaurus (läs mer om Apatosaurus). 

## Saltasaurusi populärkulturen
Saltasaurus är med i Discovery Channels TV-program Dinosaur planet från år 2003. Då får man följa dem när de växer upp, och när de som vuxna färdas tillbaka till Auca Mahuevo för att lägga egna ägg. Ungarna framställs färdandes tillsammans i stora flockar efter kläckningen för att skydda sig själva, en överlevnadsmekanism liknande den hos nykläckta havssköldpaddor.